# Fink II

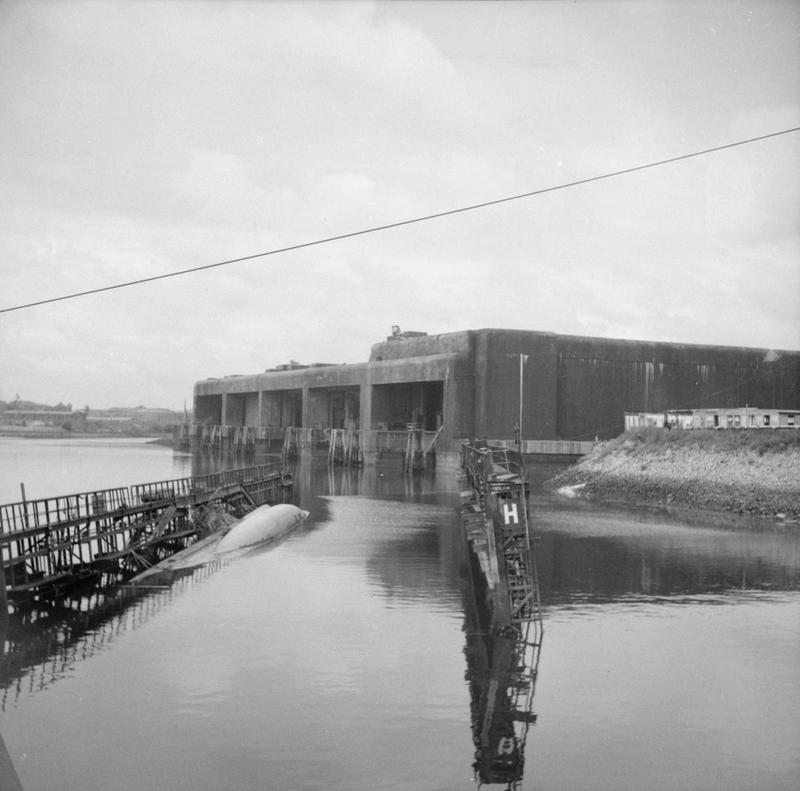
Fink II bei Kriegsende 1945. Im Vordergrund ein gekentertes U-Boot.

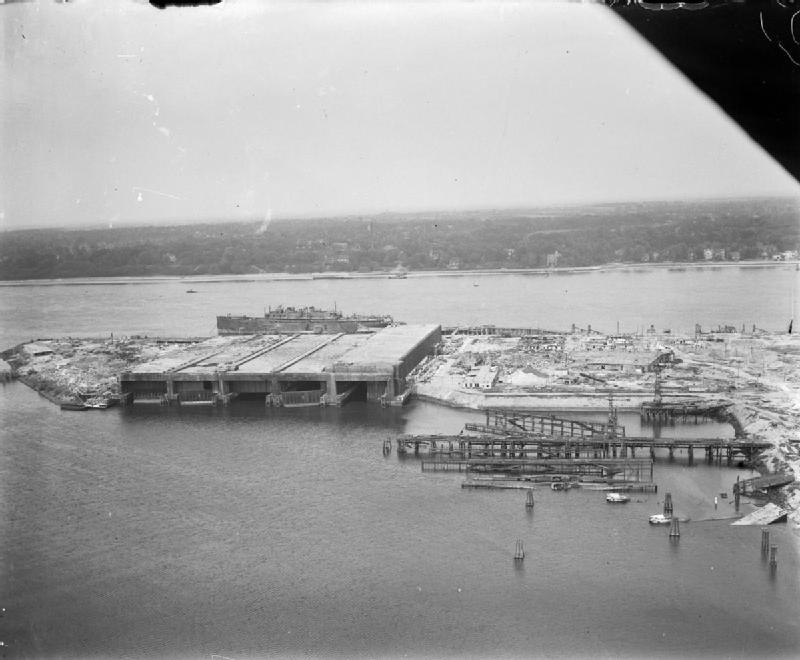
Fink II aufgenommen aus einer Maschine der Royal Air Force

Fink II lautete der Tarnname des am Rüschkanal auf Finkenwerder gelegenen U-Boot-Bunkers, der 1941 bis 1944 auf dem Gelände der Deutschen Werft gebaut wurde. 1945 wurde er gesprengt. Heute befindet sich dort das Mahnmal U-Boot-Bunker Fink II.

## Der Bunker

### Bau
Der Nassbunker Fink II wurde 1940 geplant. Sein Bau wurde auf dem Gelände der Deutschen Werft im März 1941 begonnen. Er bestand zunächst aus zwei Nassboxen, in die jeweils drei U-Boote passten. Kurze Zeit später, im Sommer 1941, entstanden auf Befehl des OKM zwei weitere Boxen. Als die Fertigstellung des Bunkers 1942 kurz bevorstand, erhielt die Bauleitung (eine Arbeitsgemeinschaft der Firmen Wayss & Freytag und Beton- und Monierbau AG) den Auftrag, eine fünfte Box hinzuzufügen. Dadurch konnten die Bauarbeiten am Bunker Fink II erst 1944 als abgeschlossen gelten.
Der Bunker wurde auf Land gebaut, und nach seiner Fertigstellung der neue Rüschkanal ausgehoben.
Für den Bunker mit der Kapazität für 15 U-Boote wurden insgesamt 130.000 m³ Stahlbeton mit einem Gewicht von 263.000 Tonnen verbaut.
Mit einer Länge von 151 m, Breite von 153 m und einer Deckenstärke bis zu 3,6 m war er größer als die U-Boot-Bunker Elbe II und Kilian (Kiel).
Er war kleiner als der U-Boot-Bunker Valentin, der mit einer Länge von 426 m als der größte Bunker Deutschlands und der weltweit zweitgrößte gilt.

### Funktion
Der Bunker Fink II wurde als Werftanlage geplant und war in erster Linie ein Reparatur- und Montagebunker. Es wurden dort Restarbeiten an in anderen Werften gebauten Schiffen, Ausrüstungsarbeiten sowie – insbesondere gegen Ende des Krieges – Reparaturen durchgeführt. Aber auch neue U-Boote wurden dort gebaut: So liefen hier 114 U-Boote vom Stapel, die meisten vom Typ VII C. Zur Arbeit wurden ab 1941 zunehmend Zwangsarbeiter, Kriegsgefangene und KZ-Häftlinge herangezogen. Auf dem Bunker befanden sich zur Abwehr von Tieffliegerangriffen 3 Flugzeugabwehrkanonen (Flak) Kaliber 37 mm.

## Bombenangriffe

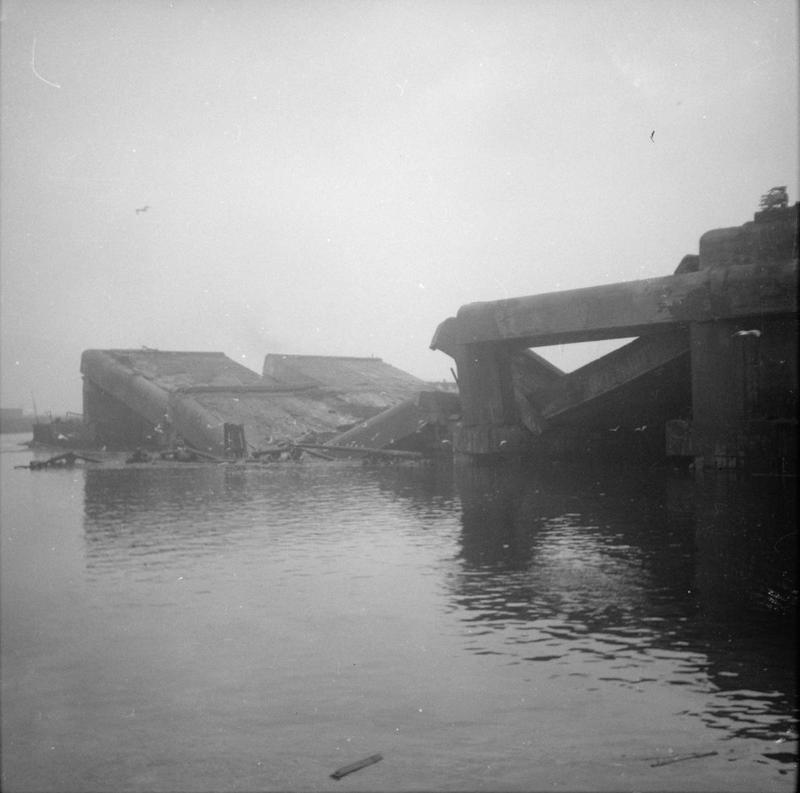
Fink II unmittelbar nach der Sprengung

1945 griffen die Alliierten die Hamburger Hafenanlage an.
Ein erster amerikanischer Angriff blieb folgenlos. Schwere Schäden richtete jedoch ein englischer Angriff an.
Während der Luftangriffe wurde der Bunker auch von Zivilpersonen als Luftschutzbunker genutzt.
„In der Nacht vom 8. auf den 9. April 1945 wirft das RAF Bomber Command mit 440 Flugzeugen 1491 t Bomben auf die Hafenanlagen von Hamburg ab. Dabei werden u. a. U 2509, U 2514 und U 3512 sowie 6 Handelsschiffe mit 8531 BRT versenkt und das bereits beschädigte Neubauboot U 2550 auf der Helling zerstört.“
„Am 9. 4. wird der Bunker Fink II von einem Geschwader bestehend aus 40 Flugzeugen der RAF angegriffen (Gruppen Nr. 5 und 17 und Lancaster der No. 617 Squadron). Dabei werden Bomben des Typs ‚Grand Slam‘ und ‚Tallboy‘ verwendet.“
Die Bomben schlugen sechs Löcher in die drei Meter starke Decke.
„Fünf Flugzeuge gehen verloren. Durch die Explosionswirkung eines Volltreffers sinkt innerhalb des Bunkers ein Hebewerk mit den darin befindlichen Booten U 677 und U 982.“
Der Bunker wurde wegen seines hohen Sicherheitspotenzials während dieses Angriffs von etwa 3.000 Personen als Luftschutzbunker genutzt. Von diesen Zivilisten starben vermutlich 58, über 120 wurden schwer- und leichtverletzt.
Neun Tage nach dem Luftangriff, am 18. April, also drei Wochen vor Kriegsende, erfolgte der letzte Stapellauf (das U-Boot U 2371).

## Nachkriegszeit

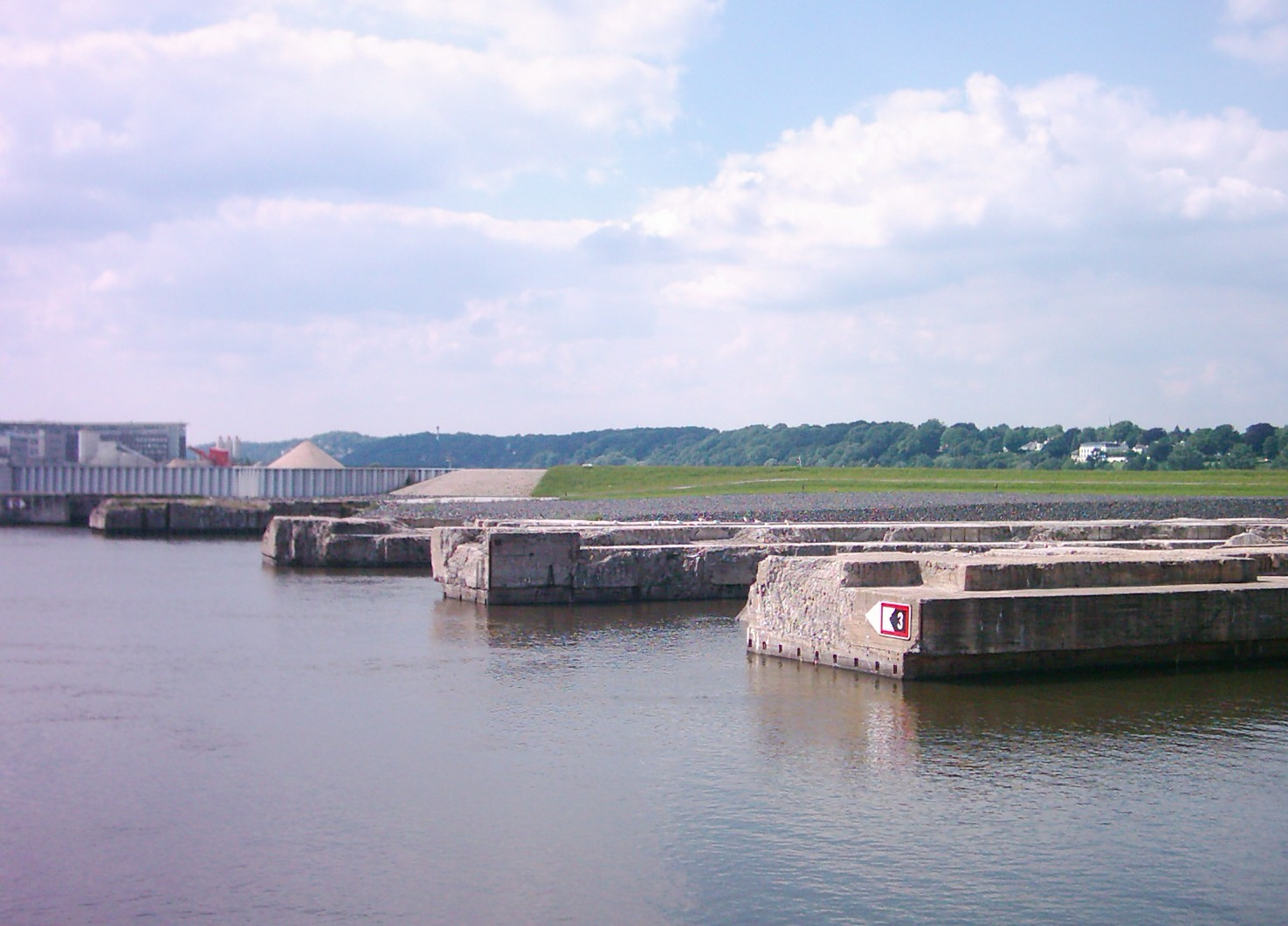
Blick nach Westen auf die Bunkeranlage…

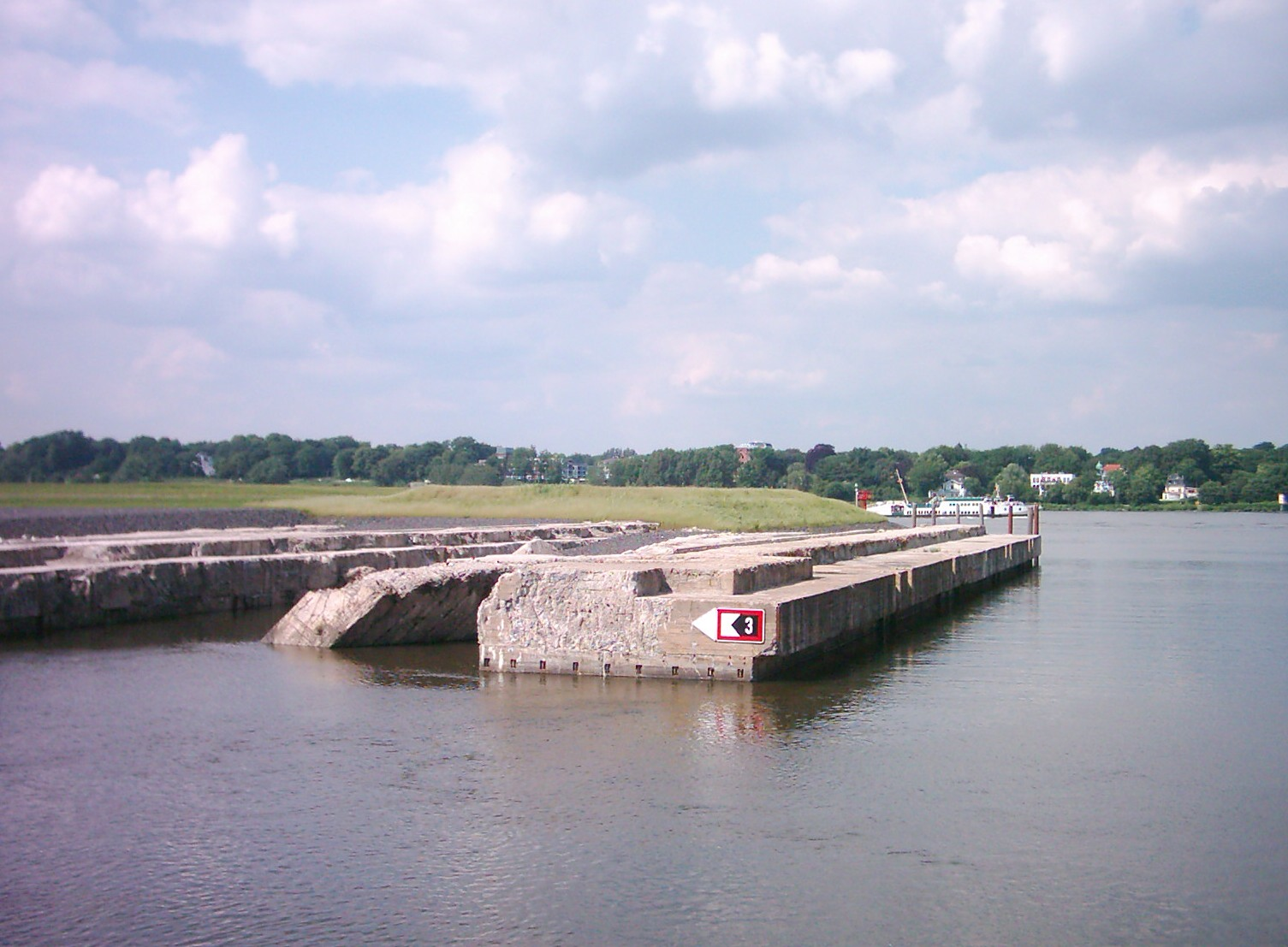
…im Norden die Elbe

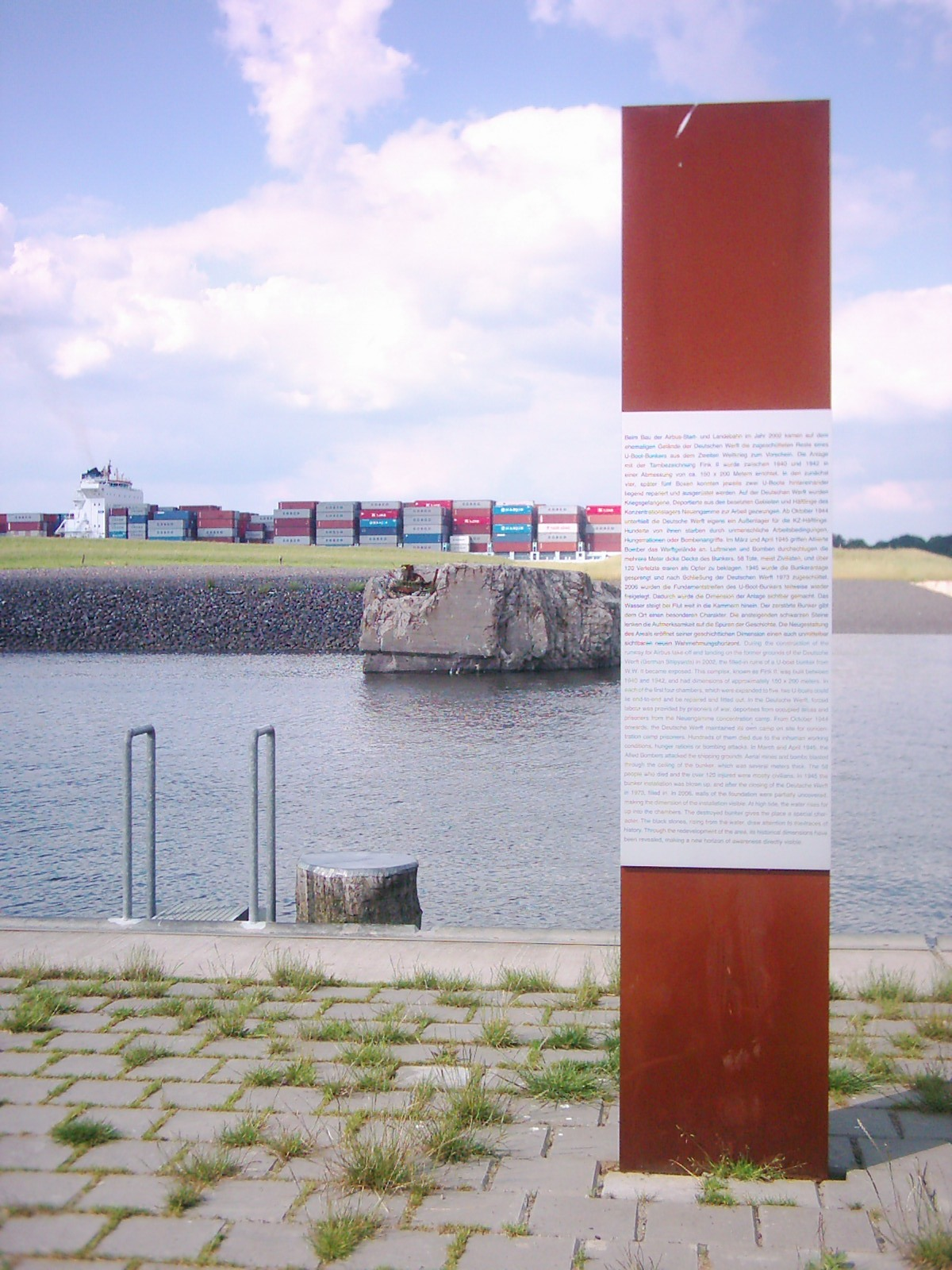
Gedenktafel (Element des Denkmals Bunkerruine)

Am 17. Oktober 1945 sprengten die Briten den Bunker. Durch die Detonation stürzten innere Stützwände und Teile des bis dahin noch intakten Daches ein. Eine komplette Beseitigung war jedoch nicht möglich, die Seitenwände des Bunkers sowie die Trennwände der Boxen blieben zunächst erhalten. Weitere Maßnahmen führte man Anfang der 1960er Jahre durch: Bis auf eine Höhe von +5,70 m NN wurde die Bunkerruine abgetragen, die Kammern zugeschüttet. Bis zur Schließung der Deutschen Werft im Jahre 1973 war die Ruine noch sichtbar. Komplett zugeschüttet wurde der Bunker dann in den 1980ern. 1996 wurde die Fläche für den Rüschpark mit Aussichtshügel erhöht. Die Ruine war nicht mehr zu sehen.

## Das Denkmal Bunkerruine
Heute ist der ehemalige U-Boot-Bunker Fink II zum zeitgenössischen Denkmal umgestaltet. Nachdem es sich als zu kostenaufwendig erwies, die Reste des Bunkers zu beseitigen, beschloss 2004 die mit dem Bau der Airbus-Start- und Landebahn beauftragte Realisierungsgesellschaft (ReGe), einen städtebaulichen Wettbewerb auszuloben. Der daraus siegreich hervorgegangene Entwurf stammt von den beiden Hamburger Architektinnen Anja Bremer und Beate Kirsch („Kirsch + Bremer Artandarchitecture“). Das Denkmal Bunkerruine wurde am 26. August 2006 als Mahnmal und Gedenkstätte nationalsozialistischer Opfer zusammen mit dem Rüschpark eröffnet. Durch schwarze Schottersteine wird die Dimension des ehemaligen Bunkers im Gelände erkennbar und die Denkmalsanlage ist mit künstlerischen Elementen und mehreren Informationstafeln ausgestattet.